# Canale D
Canale D è stato un canale televisivo analogico con copertura nazionale che trasmetteva programmi di shopping 24 ore al giorno.

## Storia
Il canale nacque il 12 maggio 2004 con la chiusura del canale Home Shopping Europe. Il 18 marzo 2005 fu acquistato da Mediaset, che il 23 luglio successivo ne liberò le frequenze analogiche nel mux Mediaset 2 per trasmettere Mediashopping.